# Otomen (serie televisiva)
Otomen (オトメン?, Otomen) è un dorama del 2009 basato sul manga omonimo di Aya Kanno.
Il titolo è dato da un gioco di parole composto da otome che in giapponese significa "ragazza ingenua, sognatrice" e da quella inglese man (il risultato è quindi "uomo-signorina"): i personaggi della serie si riferiscono ad Asuka come Otomen, un ragazzo che ha interessi e modi di pensare tipicamente femminili e lui stesso si definisce come tale. È in definitiva un ragazzo puro e dall'animo romantico.

## Trama
Questa commedia romantica narra le vicende di Asuka Masamune, il ragazzo più cool e mascolino di tutta la scuola: alto ed atletico, forte e bello e di carattere serio, risulta esser molto popolare tra le ragazze. Eccelle inoltre nello sport e come facente parte della squadra di kendō ha raggiunto le vette del torneo del campionato nazionale. Sembra effettivamente esser l'incarnazione di tutti i valori maschili, tuttavia egli cela un segreto. Difatti le cose che ama di più sono i dolcetti, gli oggettini più kawaii e morbidi, giocare con pupazzetti colorati, cucinare torte, leggere manga shōjo, cucire, fare le puluzie alla perfezione e i lavori domestici in generale. Queste sue peculiari quanto talentuose caratteristiche tuttavia non gli impediscono affatto d'esser un "vero uomo", soprattutto quando si tratta di difender se stesso e i suoi amici
Quando Asuka era ancora un bambino, suo padre abbandonò la famiglia perché voleva diventare una donna: questo avvenimento influì negativamente sulla salute psicologica della madre, la quale, dopo aver molto sofferto delle inclinazioni transessuali del marito, quando vide che suo figlio stava iniziando ad apprezzar le cose femminili lo spinse ad esser forzosamente maschile proibendogli di giocar coi bambolotti, deprivandolo così d'una parte fondamentale del suo essere. Asuka afferma chiaramente che seppur gli piacciano le cose femminili egli non desidera affatto diventar una donna: ma la madre risulta esser irremovibile
Per non deluderla o farla soffrir inutilmente Asuka allora inizia da quel momento in poi a nascondere quest'aspetto della sua personalità. Ciò fino a quando assiste al salvataggio da parte d'una sua compagna d'un ragazzo vittima di bullismo: Asuka cade subito folgorato s'innamora all'istante. Di fronte a lei non riuscirà per molto a tener celata quella parte importante della sua personalità. La ragazza che ha appena incontrato si chiama Ryo

## Personaggi e interpreti

### Principali
- Asuka Masamune (Masaki Okada): aggraziato ma spartano, agli occhi di tutti gli studenti del liceo Ginyuri è l'uomo perfetto. Nessuno di loro sospetta che possa trattarsi di un Otomen. Come capitano del club di kendō ha raggiunto l'eccellenza a livello nazionale. Sente d'aver un profondo senso d'empatia con le donne.
- Ryo Miyakozuka (Kaho): trasferitasi recentemente alla stessa scuola di Asuka. Ha perduto la madre quand'era ancora piccola e vive col padre maestro d'arti marziali nonché ufficiale di polizia rude e sessista. È erede del suo dojo. Anche se è una ragazza, non ha però proprio alcuna attitudine ai lavori manuali tipicamente femminili ed ha decisamente un caratterino molto forte e risoluto: non è capace di cucire, non sa cucinare né preparar il bentō o far qualsiasi altra cosa considerata "per ragazze". Per tutte queste cose conterà sempre sull'aiuto di Asuka (il suo pensiero femminile sarà d'aiuto in più occasioni), verso cui svilupperà sempre più un sentimento di protezione: lo considera come il suo più caro e miglior amico. Le piacciono altresì i film d'azione ed è campionessa di karate e judo; vive un po' tra le nuvole.
- Hajime Tonomine (Ryō Kimura): fa parte della stessa squadra di kendō di Asuka, che vede come suo rivale principale. Occupa il 2º posto della classifica nazionale proprio dietro di lui e per questo è un po'  rancoroso nei suoi confronti. Un tipo forte e silenzioso, sembra esser scontroso ed indifferente ma in realtà è un Otomen bravissimo nell'arte del make-up e dei capelli, a livello di un truccatore professionista. Similmente ad Asuka, gli era stato detto di rinunziare alle sue attitudini femminee, temendo ch'esse avrebbero interferito con la pratica sportiva.
- Juta Tachibana (Kazuma Sano): un playboy che fa amicizia con Asuka e lo aiuta nell'evolversi del suo rapporto con Ryo. Ma sotto uno pseudonimo egli è in realtà l'autore di "Lovetic", il manga shoio preferito da Asuka (fatto che cerca ovviamente di tener ben nascosto), la trama del quale si basa proprio sulla storia tra Asuka e Ryo. Cerca di far andare avanti la loro storia quando questa sembra essersi impantanata (vedendo in essa una continua fonte d'ispirazione per il suo manga). È stato spinto a diventare un mangaka dopo essersi innamorato d'una ragazza appassionata del genere shōjo: ma lei lo lasciò spezzandogli il cuore. Tornò a casa disperato ed iniziò a legger il manga che lei gli aveva prestato (e che non gli restituì più). Da qui tutto per lui ebbe inizio.
- Yamato Ariake (Kōji Seto): compagno di classe di Asuka. Piccolino e minuto com'è si ritrova ad aver un aspetto apparentemente molto femminile che lui stesso odia. Spesso viene scambiato addirittura per una ragazza a causa della delicatezza kawaii. È molto timoroso e sognatore. Egli però ama più d'ogni altra cosa le arti marziali e i combattimenti, ed ammira tutto ciò ch'è virile (fino ad aver fantasie incredibili su cosa sia davvero più virile). Crede che Asuka rappresenti il perfetto maschio giapponese e lo idealizza fino a diventar suo discepolo (si rivolge ad Asuka chiamandolo Maestro); è del tutto ignaro del fatto che questi sia in realtà un Otomen.
- Kuriko Tachibana (Emi Takei)
- Yumeko Hanazawa (Kanako Yanagihara)
- Miyabi Oharida (Mirei Kiritani): la "Yamato Nadeshiko" della situazione, si considera senza alcun dubbio la più carina della scuola. Un carattere intrigante che non lesina in mezzi scorretti per ottener i propri scopi.
- Kitora Kurokawa (Tomohiro Ichikawa): un altro compagno di classe di Asuka. Ha un aspetto un po' misterioso, grazie anche alla su alta statura e agli occhi scuri ed incavati: è ossessionato dalla bellezza, dal colore e dal profumo dei fiori, è un Otomen che si riferisce a sé stesso come "profeta dei fiori". Prova uno spasmodico amore per tutti i tipi di fiorellini, ma il suo preferito è il tulipano.
- Mira Masamune (Shingo Tsurumi)
- Kiyomi Masamune (Mirai Yamamoto)
- Takeshi Miyakozuka (Nobuhiko Takada)
- Yumeko Hanazawa (Kanako Yanagihara)
- Padre di Ryo (Takada Nobuhiko): ha sempre avuto un posto importantissimo nella vita della figlia. È attraverso e grazie soprattutto al suo insegnamento che Ryo è arrivata ad eccellere in tutti gli sport di lotta e combattimento. Riconoscerà alla fine le impressionanti credenziali che gli porta Asuka per esser l'uomo migliore per star accanto a sua figlia.
- Padre di Asuka (Shingo Tsurumi): ha abbandonato la famiglia per poter esser finalmente se stesso, un transessuale.
- Madre di Asuka (Mirai Yamamoto): imprenditrice (presidentessa della Masamune corporation) ed amministratrice della scuola frequentata da Asuka. Rimasta traumatizzata a suo tempo dall'annunzio del marito che gli confidò d'aver sempre desiderato in realtà esser una donna e che pertanto si sarebbe quanto prima fatto operare, prende sempre molte misure precauzionali per assicurarsi che il figlio abbia costantemente un atteggiamento quanto più mascolino possibile.

### Secondari
- Sara Takatsuki - Asuka Masamune da bambino
- Nanami Hinata - Ryo Miyakozuka da bambina
- Bakarhythm - (ep.2)
- Nocchi - Teacher Obama (ep.2)
- Rio Kanno - (ep.3)
- Sosuke Nishiyama - (ep.5)
- Yu Sawabe